# Hrithik Roshan
Hrithik Rakesh Nagrath, conegut com a Hrithik Roshan (en hindi ऋतिक रोशन [ˈrɪt̪ɪk ˈroːʃən], Bombai, 10 de gener de 1974) és un actor de cinema indi. Guanyador de quatre premis Filmfare al millor actor, apreciat tant per la crítica com pel públic, es tracta d'un dels artistes més populars i ben pagats de Bollywood.

## Biografia
Hrithik Roshan forma part d'una família molt involucrada en la indústria de Bollywood; el seu pare, Rakesh Roshan, és un director i el seu oncle, Rajesh Roshan, un compositor. Va estudiar a la Bombay Scottish School i al Sydenham College, on va obtenir-hi una llicència de Comerç.
Sent infant va patir de tartamudeig, afecció que va guarir a força d'exercicis diaris practicats durant anys. També té dos polzes a la mà dreta, que si bé s'han mirat de dissimular en alguns films, van formar part integrant del seu personatge a Koi... Mil Gaya.
Molt treballador i perfeccionista, se'l considera un dels millors ballarins de Bollywood. L'any 2000 es va casar amb Suzanne Khan, amb qui ha tingut dos fills.

### Carrera

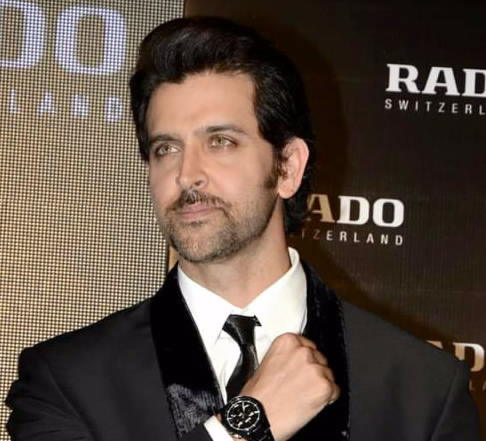
Roshan en gener de 2013

Va començar a participar en el món del cinema essent infant, tot actuant en diverses pel·lícules i ajudant als platós del seu pare. Va obtenir el seu primer rol de protagonista l'any 2000 en el film Kaho Naa... Pyaar Hai, amb el qual va guanyar els Filmfare Awards al millor actor i al millor actor debutant. Aquest èxit va desencadenar a més una histèria femenina sense precedents al voltant de l'actor, coneguda com a hrithikmania. El mateix any va actuar a Mission Kashmir i el 2001 va obtenir un paper secundari en l'enorme èxit comercial de Kabhi Khushi Kabhie Gham.
Els dos anys següents no li van ser gaire fructuosos, però va retrobar l'èxit amb la comèdia de ciència-ficció Koi... Mil Gaya (2003, guanyador del Filmfare al millor actor) i la seva seqüela Krrish (2006). Amb la pel·lícula d'acció Dhoom 2, on hi interpretava un dolent, va obtenir el seu tercer Filmfare al millor actor, premi que va guanyar per quart cop el 2008 pel seu paper de l'emperador mogol Akbar a Jodhaa Akbar.
Després de Kites (2010), que no va obtenir gaire èxit comercial, va fer el paper d'un tetraplègic a Guzaarish que li va valer diversos premis.

## Filmografia
| Any  | Pel·lícula                  | Paper                               | Notes                                                                       |
| ---- | --------------------------- | ----------------------------------- | --------------------------------------------------------------------------- |
| 1980 | Aasha                       | Sunny (nen)                         |                                                                             |
| 1980 | Aap Ke Deewane              | nen                                 |                                                                             |
| 1986 | Bhagwan Dada                | Govinda, nen                        |                                                                             |
| 2000 | Kaho Naa... Pyaar Hai       | Rohit/Raj Chopra                    | Filmfare Award al millor actor Filmfare Award al millor actor debutant      |
| 2000 | Fiza                        | Amaan Ikramullah                    | Nominat—Filmfare Award al millor actor                                      |
| 2000 | Mission Kashmir             | Altaaf Khan                         |                                                                             |
| 2001 | Yaadein                     | Ronit Malhotra                      |                                                                             |
| 2001 | Kabhi Khushi Kabhie Gham... | Rohan Raichand                      | Nominat—Filmfare Award al millor actor secundari                            |
| 2002 | Aap Mujhe Achche Lagne Lage | Rohit                               |                                                                             |
| 2002 | Na Tum Jaano Na Hum         | Rahul Sharma                        |                                                                             |
| 2002 | Mujhse Dosti Karoge!        | Raj Khanna                          |                                                                             |
| 2003 | Main Prem Ki Diwani Hoon    | Prem Kishen Mathur                  |                                                                             |
| 2003 | Koi... Mil Gaya             | Rohit Mehra                         | Filmfare Award al millor actor Filmfare Award de la Crítica al millor actor |
| 2004 | Lakshya                     | Karan Shergill                      | Nominat—Filmfare Award al millor actor                                      |
| 2006 | Krrish                      | Krishna Mehra (Krrish)/ Rohit Mehra | Nominat—Filmfare Award al millor actor                                      |
| 2006 | Dhoom 2                     | Aryan/Mr.A                          | Filmfare Award al millor actor                                              |
| 2006 | I See You                   |                                     | Aparició especial en la cançó Subah Subah                                   |
| 2007 | Om Shanti Om                |                                     | Aparició especial                                                           |
| 2008 | Jodhaa Akbar                | Jalal-ud-Din Muhammad               | Filmfare Award al millor actor                                              |
| 2008 | Krazzy 4                    |                                     | Aparició especial en la cançó titular                                       |
| 2009 | Luck by Chance              | Zaffar Khan                         | Aparició especial                                                           |
| 2010 | Kites                       | Jai Singhania                       |                                                                             |
| 2010 | Guzaarish                   | Ethan Mascarenhas                   | Nominat—Filmfare Award al millor actor                                      |
| 2011 | Zindagi Na Milegi Dobara    | Arjun                               | Nominat—Filmfare Award al millor actor                                      |
| 2011 | Don 2                       | Don                                 | Cameo                                                                       |
| 2012 | Agneepath                   | Vijay Deenanath Chauhan             |                                                                             |
| 2014 | Bang Bang                   | Rajveer Nanda                       |                                                                             |